# اتحاد و تجزیه

اتحاد در ریاضیات (به انگلیسی: Factorization)، یک گزارۀ همواره صادق است که معمولاً برای ساده‌سازی فعالیت‌های جبری در ریاضی به‌کار می‌رود. به عبارتی بهتر؛ معادله‌ای که به ازای هر عدد حقیقی برقرار باشد، اتحاد نامیده می‌شود.
تجزیه عبارت است از شکستن یک عبارت (عدد، چندجمله‌ای یا ماتریس) به‌صورت مضربی از عبارات دیگر، به‌صورتی که حاصل‌ضرب آن‌ها عبارت اصلی را نتیجه بدهد. مثلاً عدد ۱۵ به دو عدد اول ۵ و ۳ تجزیه می‌شود و چندجمله‌ای x۲ − ۴ به (x − ۲)(x + ۲).
(برای مثال در این تجزیه از اتحاد مزدوج استفاده شده‌است) نتیجهٔ یک تجزیه همیشه حاصل‌ضربی از عبارات ساده‌تر است، و تجزیه یک چندجمله‌ای همواره یکتاست. هرچند از راه‌های مختلفی می‌توان تجزیه را انجام داد.

## کاربرد اتحاد
- ساده‌سازی محاسبات اعدادی مانند۱۰۱۲
- تجزیۀ عبارات گویا که خود در ب. م. م‌گیری و ک. م. م‌گیری کاربرد دارد.
- تجزیۀ عبارات گویا که برای حل معادلات درجۀ دو و سه و بیشتر کاربرد دارد.
- به‌دست آوردن جواب معادلات درجهٔ دو

## انواع اتحاد
اتحادها بسیار زیاد هستند، اما چند اتحاد اصلی که پایهٔ اتحادهای دیگر هستند از این قرارند:

### بسط دوجمله‌ای

معادل هندسی بسط دوجمله‌ای، تا توان چهار. به عنوان مثال، مساحت مربعی به ضلع a+b برابر مجموع مساحت یک مربع به ضلع a، دو مستطیل به طول a و عرض b، و یک مربع به ضلع b است:.

#### مربع دو جمله‌ای (اتحاد اول و اتحاد دوم)
مربع مجموع دو جمله‌ای
{\displaystyle (a+b)^{2}=a^{2}+2ab+b^{2}\,\!}
مربع تفاضل دو جمله‌ای
{\displaystyle (a-b)^{2}=a^{2}-2ab+b^{2}\,\!}

#### مکعب دو جمله ای
{\displaystyle (a+b)^{3}=a^{3}+3a^{2}b+3ab^{2}+b^{3}\,\!}
{\displaystyle (a-b)^{3}=a^{3}-3a^{2}b+3ab^{2}-b^{3}\,\!}

### اتّحاد مربع سه جمله‌ای
{\displaystyle (a+b+c)^{2}=a^{2}+b^{2}+c^{2}+2ab+2ac+2bc\,\!}
نکته: اتحاد مربع سه جمله‌ای برخلاف اتحادهای مربع دو جمله‌ای و مکعب دو جمله‌ای، برای تفریق کاربرد ندارد .

### اتّحاد مزدوج:
{\displaystyle (a-b)(a+b)=a^{2}-b^{2}\,\!}
کاربرد اتحاد مزدوج در تجزیه عبارت های جبری:
اتّحاد مزدوج برای تجزیه کردن عبارت های جبری که به‌صورت دو جمله ی مربع کامل هستند،استفاده می شود.
نکته ۱:اتّحاد مزدوج برای تجزیه عبارت های جبری که به‌صورت مجموع دو جمله ی مربع کامل هستند،کاربرد ندارد.
نکته ۲:اتّحاد مزدوج برای تجزیه عبارت های جبری که ۳ جمله دارند،استفاده نمی شود.

### اتحاد جمله مشترک
{\displaystyle (x+a)(x+b)=x^{2}+(a+b)x+ab\,\!}
{\displaystyle (x+a)(x-b)=x^{2}+(a-b)x-ab\,\!}

### مجموع و تفاضل مکعبات دوجمله (اتحاد چاق و لاغر یا فیل و فنجان)
{\displaystyle a^{3}+b^{3}=(a+b)(a^{2}-ab+b^{2}),\,\!}
{\displaystyle a^{3}-b^{3}=(a-b)(a^{2}+ab+b^{2}).\,\!}

### اتحاد اویلر
{\displaystyle (a+b+c)(a^{2}+b^{2}+c^{2}-ab-ac-bc)=a^{3}+b^{3}+c^{3}-3abc}

### اتحاد لاگرانژ
{\displaystyle (a^{2}+b^{2})(x^{2}+y^{2})=(ax-by)^{2}+(ay+bx)^{2}\,\!}

### بسط چندجمله‌ای نیوتن
{\displaystyle (a+b)^{n}={\binom {n}{0}}a^{n}b^{0}+{\binom {n}{1}}a^{n-1}b^{1}+\dots +{\binom {n}{n}}a^{0}b^{n}}